# Jorge Marrón
Jorge Marrón Erostarbe (Ciudad de México, 10 de abril de 1903-ib., 5 de septiembre de 1977), fue un locutor, conductor y actor secundario mexicano, pionero de los programas de concursos de radio y televisión en México.

## Biografía
Se dio a conocer durante la década de los años 50 y 60 con la emisión del programa de radio y televisión, Dr. I. Q. siendo ya un hombre mayor. Gracias a la brillante personalidad del conductor este programa alcanzó altos niveles de audiencia  de los años 50 y 60, quien se presentaba diciendo -Jorge, servidor; Marrón de ustedes - que ese era su nombre.
Hombre maduro, de cabello ondulado totalmente blanco, con lentes de amplios cristales, y extraordinaria facilidad de palabra y agilidad mental sl plantear sus preguntas, Jorge Marrón intercalaba chistes y bromas en su diálogo con los concursantes.
Tenía una personalidad brillantísima y de hombre docto, por lo que su programa alcanzó el más alto índice de audiencia de aquellos tiempos.
Nació en el Puerto de Veracruz, de donde salió muy joven. Cuando encontraba a alguna persona que le decía ser de aquella ciudad, don Jorge preguntaba por la familia fulana o por la zutana. Era la nostalgia por el terruño que había dejado atrás.
¡Arriba a mi derecha! ¡Abajo a mi izquierda!, decía el Dr. I. Q. (abreviatura esta en inglés de cociente intelectual), para ubicar a sus edecanes en el graderío donde estaban los participantes de este programa de concursos, y cuyo conocimiento u otras capacidades ponía a prueba formulándoles preguntas capciosas a gran velocidad. De resultar acertadas la respuestas, Jorge Marrón (nombre real del conductor) lo remarcaba gritando a todo pulmón: "¡Perfectamente bien contestado!", antes de entregarles su premio en efectivo.
El programa comenzó en la radio y se transmitía desde varias salas de cine de la Ciudad de México. Estaba basado en la versión estadounidense del mismo nombre que se estrenó en 1953. Con el desarrollo de la televisión en México se determinó convertirlo en parte de la programación de Canal 2 de Telesistema Mexicano, hoy Televisa.

## Filmografía[3]
- 1952 Mátenme porque me muero... Doctor I.Q. Película con Tin Tan
- 1954 Miradas que matan ... Doctor I.Q.
- 1943 El fanfarrón: ¡Aquí llegó el valentón! ... Don Aurelio
- 1939 Una luz en mi camino ... Anunciador del cabaret
- 1939 Papacito lindo ... Locutor
- 1939 Juntos, pero no revueltos ... Tío de Esperanza
- 1939 Juan sin miedo ... Don Pancho
- 1939 La casa del ogro ... El abogado
- 1938 Los millones de Chaflán ... Vendedor de casas
- 1932 Santa